# Godsmack
Godsmack es una banda estadounidense de metal alternativo originaria de Lawrence, Massachusetts, formada en 1995 e integrada por el líder, vocalista y compositor principal de la banda Sully Erna, el guitarrista Tony Rombola, el bajista Robbie Merrill y el batería Shannon Larkin. Desde sus inicios, Godsmack ha lanzado seis álbumes de estudio, un EP, cuatro DVD y un álbum recopilatorio.
La banda ha tenido tres álbumes números uno consecutivos (Faceless, IV y The Oracle) en la lista Billboard 200. Han tenido cinco sencillos número uno en su carrera. Además, diecisiete sencillos de la banda han entrado en el top ten estadounidense, convirtiéndolos en la banda de rock en activo con más clasificaciones en el top ten en su haber. Catorce de estas canciones llegaron a entrar en el top 5 de las listas, pero no superando así a bandas como Linkin Park o Metallica. Godsmack es una de las bandas más populares de heavy metal de la última década en Estados Unidos, habiendo vendido más de 19 millones de álbumes a nivel mundial.
Desde sus comienzos Godsmack ha participado en el festival Ozzfest en varias ocasiones, además de realizar giras propias. También formaron parte del festival Crue Fest 2, que comenzó el 19 de julio de 2009 en Cambden, Nueva Jersey.

## Historia

### Formación y primera época (1995–1996)
En febrero de 1995, Sully Erna decidió formar una nueva banda como vocalista después de haber tocado la batería durante más de 23 años, incluyendo más de dos años en la banda Strip Mind. La nueva banda se llamó The Scam y contaba con Erna como vocalista, Robbie Merrill como bajista, Lee Richards como guitarrista y Tommy Stewart como batería. The Scam cambió de nombre, pasándose a llamar Godsmack, después de la grabación de su primera demo. La nueva banda comenzó a tocar en pequeños locales de sus ciudades natales Lawrence y Salem. Los integrantes de Godsmack en sus comienzos hacían covers de bandas como Alice in Chains, para poco después empezar a componer sus propios temas. Canciones como "Keep Away" o "Whatever" pronto les llevaron a ser conocidos en la zona de Boston/Nueva Inglaterra.

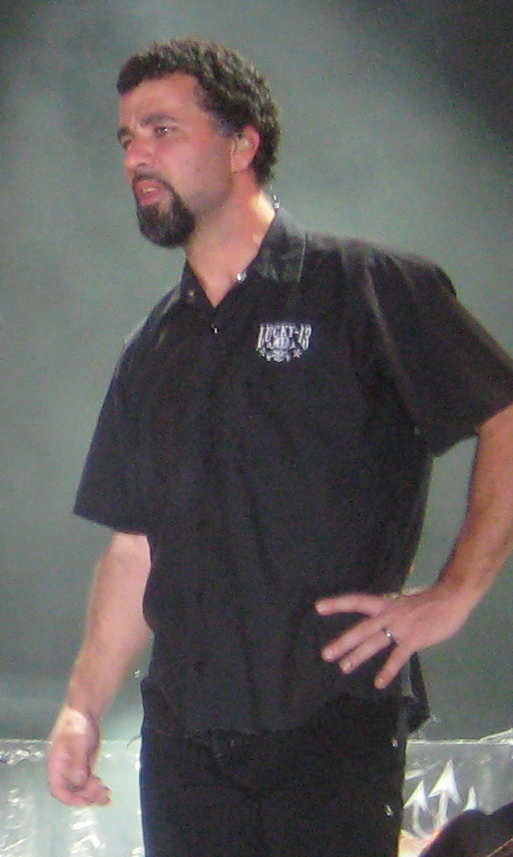
Tony Rombola, guitarra principal de Godsmack desde 1997.

El nombre de la banda, según comenta Merrill en el DVD Smack This!, se tomó de la canción de Alice in Chains "God Smack". Sin embargo, Erna declaró en una entrevista de 1999: "Estaba burlándome de una persona que tenía herpes labial y al día siguiente yo tenía una herida semejante a lo que alguien me dijo 'It's a godsmack' (Es un golpe divino). El nombre se quedó. Conocíamos también la canción de Alice in Chains pero no le dimos mucha importancia. Es una buena canción y el nombre tiene un significado concreto para nosotros".
En 1996, Tony Rombola y Jake Thibault se unieron a Godsmack como guitarrista y batería, después de que Richards abandonase al descubrir la existencia de un hijo de seis años de edad y Stewarts alegara diferencias con la banda. Ese mismo año entraron al estudio por primera vez para grabar lo que sería su primer álbum, All Wound Up. La grabación se hizo en tres días y costó unos 2600 dólares.
Durante los siguientes dos años, la banda actuó en el área de Boston. El álbum debut de la banda fue a parar a manos de Rocko, un DJ de la emisora de radio de Boston WAAF. La canción "Keep Away" sonó mucho y llegó al primer puesto de la lista de la emisora en poco tiempo. Newbury Comics, una cadena de tiendas de música de Nueva Inglaterra, accedió a vender el CD. Poco después del éxito de "Keep Away", Godsmack volvió al estudio para grabar un sencillo titulado "Whatever", que se convirtió en la canción más radiada de la cadena WAAF.
En una entrevista, Sully Erna comentó: "Vendíamos unas cincuenta copias al mes en el momento que WAAF se hizo con el álbum. De repente pasamos a vender unas mil copias a la semana. Era una locura. Más loco aún, ya que hacía todo esto desde mi dormitorio. Después de años chirriando, las cosas comenzaban a despegar".

### Godsmack(1998–1999)
En el verano de 1998, la banda firmó un contrato discográfico con Universal/Republic Records. Despidieron a Joe D'arco por motivos personales de Sully, por lo que fue sustituido por el antiguo batería de la banda Tommy Stewart. Se remasterizó el álbum All Wound Up dando como resultado Godsmack, lanzado seis semanas después, permitiendo que la banda actuase por primera vez como cabezas de cartel en la gira The Voodoo Tour. Después del lanzamiento del CD, la banda comenzó una serie de conciertos en locales además de tocar en el Ozzfest y en Woodstock '99, a lo que siguió una gira europea como teloneros de Black Sabbath. Roxanne Blanford de Allmusic le concedió tres de cinco estrellas, diciendo que "Godsmack ha traído con confianza el metal a la era tecnológica". Entró en la lista Billboard 200 en el puesto número 22, y fue certificado cuatro veces platino por la RIAA en 2001 después de haber sido previamente certificado oro en 1999.
El álbum causó algunas controversias por lo profano de sus letras, conteniendo gran cantidad de palabras malsonantes. Wal-Mart recibió una queja de un padre que había escuchado el álbum diciendo que contenía letras ofensivas. Por ello, la cadena comercial, junto a Kmart, decidió retirar el álbum de las estanterías, hasta que la banda y la compañía discográfica añadieron una etiqueta de Parental Advisory. Erna comentó sobre el tema a la revista Rolling Stone: "Nuestro álbum ha estado a la venta más de un año sin la pegatina de Parental Advisory y esta ha sido la primera y única que hemos recibido. Las pegatinas y las letras son subjetivas por naturaleza. [Sin embargo], hemos decidido poner la pegatina al álbum". Esta controversia no perjudicó la venta del álbum, sino que según Erna ayudó, diciendo: "Es casi tentador para los jóvenes salir por ahí y comprar el álbum para ver lo que decimos".

### Awake(2000–2002)
En 2000, Godsmack volvió al estudio tras su exitoso álbum multiplatino Godsmack para comenzar la grabación de Awake. El álbum se lanzó el 31 de octubre de 2000, debutando en el puesto número cinco de la lista Billboard 200, y ha sido certificado dos veces platino por la RIAA. La banda fue nominada a un premio Grammy por la canción "Vampires" en la modalidad de "Mejor interpretación vocal de rock" en 2002. Con el lanzamiento de Awake, Godsmack hizo una gira por Europa como teloneros de Limp Bizkit. Erna dijo sobre el álbum: "Hemos estado de gira sin parar desde agosto de 1998, así que la mayoría de Awake se compuso mientras íbamos y veníamos de Estados Unidos a Europa. De hecho el Ozzfest es el único de estos conciertos en los que estábamos bajo el ala de otras bandas; trabajamos mucho nosotros solos". En 2000 la banda volvió a aparecer en el Ozzfest, al igual que hicieran en 1999.
Dos de las canciones del álbum se usaron para unos anuncios del ejército de Estados Unidos ("Sick of Life" y "Awake"). Erna dijo: "Alguien del ejército es seguidor nuestro, y simplemente pidieron permiso para usar nuestra música, algo que aceptamos". Sin embargo, Erna insiste que Godsmack no apoya algunas cosas diciendo: "De ninguna manera la banda ha apoyado una guerra de país alguno ni apoyamos algunas decisiones del gobierno. Lo que apoyamos es a las tropas. A los hombres y mujeres que van allá -o a cualquier sitio- para luchar por nuestro país y eso es algo que siento".

### Faceless(2002-2003)
En 2002, se le pidió a Erna que compusiese e interpretase una canción para la banda sonora de El rey Escorpión. La película es la tercera de la franquicia de La momia, tratándose de un spin-off de la serie. La canción compuesta e interpretada por Godsmack es "I Stand Alone" y se convirtió en sencillo número uno de la Rock Radio y la canción más difundida de la lista Active Rock en 2002 durante catorce semanas. También se utilizó en el videojuego Prince of Persia: El Alma del Guerrero.

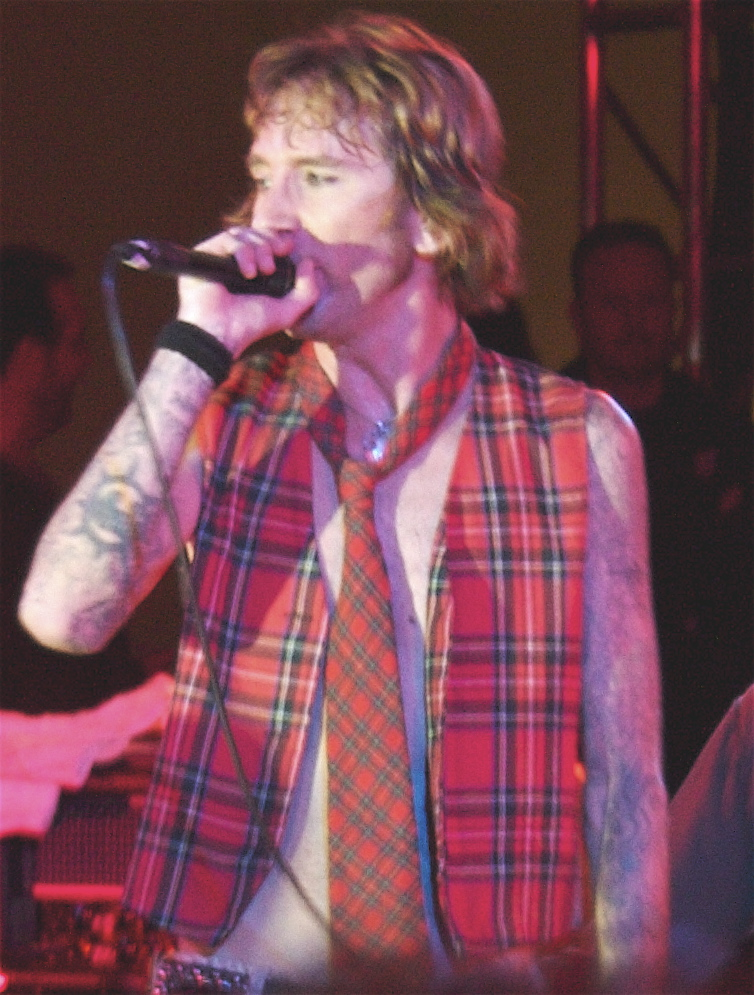
Shannon Larkin reemplazó a Tommy Stewart como batería de Godsmack en 2003.

Con Shannon Larkin (ex Ugly Kid Joe, Souls at Zero, Wrathchild America, MF Pitbulls) reemplazando a Tommy Stewart, que se marchó por segunda vez por motivos personales, Godsmack regresó al estudio para grabar un nuevo álbum previsto para 2003. Faceless debutó en el puesto número uno de la lista Billboard 200, con ventas de 269.000 copias en su primera semana, llegando a vender más de un millón de copias sólo en Estados Unidos. Faceless logró superar al lanzamiento del segundo álbum de la banda de nu metal Linkin Park, Meteora, que cayó al segundo puesto de la lista Billboard 200. Faceless también debutó en el puesto número nueve de la lista de álbumes de Canadá y en el número uno de la lista de Top Internet donde permaneció dos semanas. A esto le siguió una gira estadounidense y europea como teloneros de Metallica.
El sencillo "Straight Out of Line" consiguió una nominación a los premios Grammy en la modalidad de "Mejor interpretación de hard rock", aunque el sencillo de Evanescence, "Bring Me to Life" finalmente se alzó con el premio.
El título del álbum se debe a un incidente en una piscina. Larkin comentó: "Sully y yo estábamos preparándonos para un salto más, desnudos, y entonces miro a la izquierda y veo una mujer que acababa de abrir las persianas y estaba boquiabierta". Erna añadió: "Estaba recién levantada, nosotros decimos, 'Perdón', y después boom, otra vez a la piscina. Lo siguiente es la policía aporreando nuestra puerta, y eso es por lo que el álbum se llama Faceless (anónimo)". Sin embargo en una entrevista posterior Merrill comentó algo distinto, haciendo difícil saber de dónde vino el título del álbum: "Vino de la sensación de la banda, de que a pesar de nuestras apariciones en la radio y los éxitos de ventas, seguíamos volando por debajo del radar".

### The Other Side(2004–2005)
El 16 de marzo de 2004 salió a la venta The Other Side, un EP acústico. El álbum debutó en el puesto número cinco del Billboard 200; cosa poca habitual para un EP. El álbum incluye varias canciones anteriores de la banda regrabadas en formato acústico, además de tres nuevas pistas también en acústico. Una de estas nuevas canciones, "Touché", contó con la colaboración del primer guitarrista de Godsmack, Lee Richards, además de John Kosco, quienes en aquel momento tocaban en la banda Dropbox, Las dos otras nuevas canciones que aparecen en el EP son "Running Blind" y "Voices". La canción titulada "Asleep" es realmente una versión acústica de "Awake" del segundo álbum de Godsmack Awake. Godsmack se alejó de su sonido "heavy" para acercarse a un sonido acústico más apacible en este EP, al igual que ya hiciese Alice in Chains con sus EP Sap y Jar of Flies, otra de las similitudes con Alice in Chains por la que la banda ha sido criticada.
En 2004, Godsmack teloneó a Metallica para su gira "Madly in Anger with the World Tour", además de hacer una gira como cabezas de cartel junto a Dropbox. Después, en otoño de 2004, la banda hizo varios conciertos acústicos para promocionar The Other Side, mientras seguían realizando una gira junto a Metallica.

### IV(2006)
El 25 de abril de 2006 Godsmack lanzó su cuarto álbum de estudio titulado simplemente IV, que fue seguido de una gira que duraría hasta agosto de 2007, llamada "The IV tour". Fue producido por Erna, mientras que la ingeniería de sonido corrió a cargo del productor e ingeniero Andy Johns, conocido por haber sido el ingeniero de sonido del álbum de Led Zeppelin Led Zeppelin IV. El primer sencillo extraído del álbum, "Speak", se lanzó el 14 de febrero de 2006. El álbum debutó en el puesto número uno de la lista Billboard 200, con 211.000 copias vendidas en su primera semana. IV ha sido certificado oro por la RIAA. 
La banda compuso más de cuarenta canciones para el álbum, aunque al final se quedaron con tan solo once, sobre lo que Larkin comentó: "es la banda de Sully y su visión. Tamizó toda la música y escogió las canciones que quería que apareciesen en el álbum. Todos dijimos 'vale'. Siempre ha sido el que ha tenido la visión de Godsmack desde los diseños, a la producción, a la ingeniería de sonido, al estudio de grabación, a los programas de televisión en que va a aparecer. Todo. Cuando llega el momento de escoger canciones, todo queda en manos de Sully".
El minimalista título del álbum, "IV", viene no solo por ser el cuarto trabajo de estudio de la banda, sino también por una broma interna en los conciertos, tal y como lo relatan Larkin y Erna:

Tenemos un tipo de seguridad, un tipo grande y duro llamado J.C. Es de Boston. Y en Boston dicen "fou". En realidad es que no usan la "R". No es "four", es "fou". Estaba por ahí entre bastidores y cuando pasaba alguna chica la puntuaba del uno al diez. Pero si no era un diez, no había ni uno, ni dos, ni tres, ni cinco. Siempre era un cuatro o un diez. Se le ocurrían cosas de lo más graciosas. A veces, simplemente mostraba cuatro dedos y todos nos reíamos. Y después ocurrió lo más gracioso: un tipo pasó con una chica en cada brazo y dice '¡Hey, tío, dos cuatros no hacen un ocho!' Así que cuando llegó el momento, era nuestro cuarto álbum de larga duración, y todo el mundo decía, "Fou!" Y nosotros, "Eso es". No tratamos de batir ningún récord de originalidad. Soy consciente de que existen Led Zeppelin IV, Foreigner IV, un millón de IV. Simplemente pensamos que encajaba.

### Ten Years of Godsmack(2007)

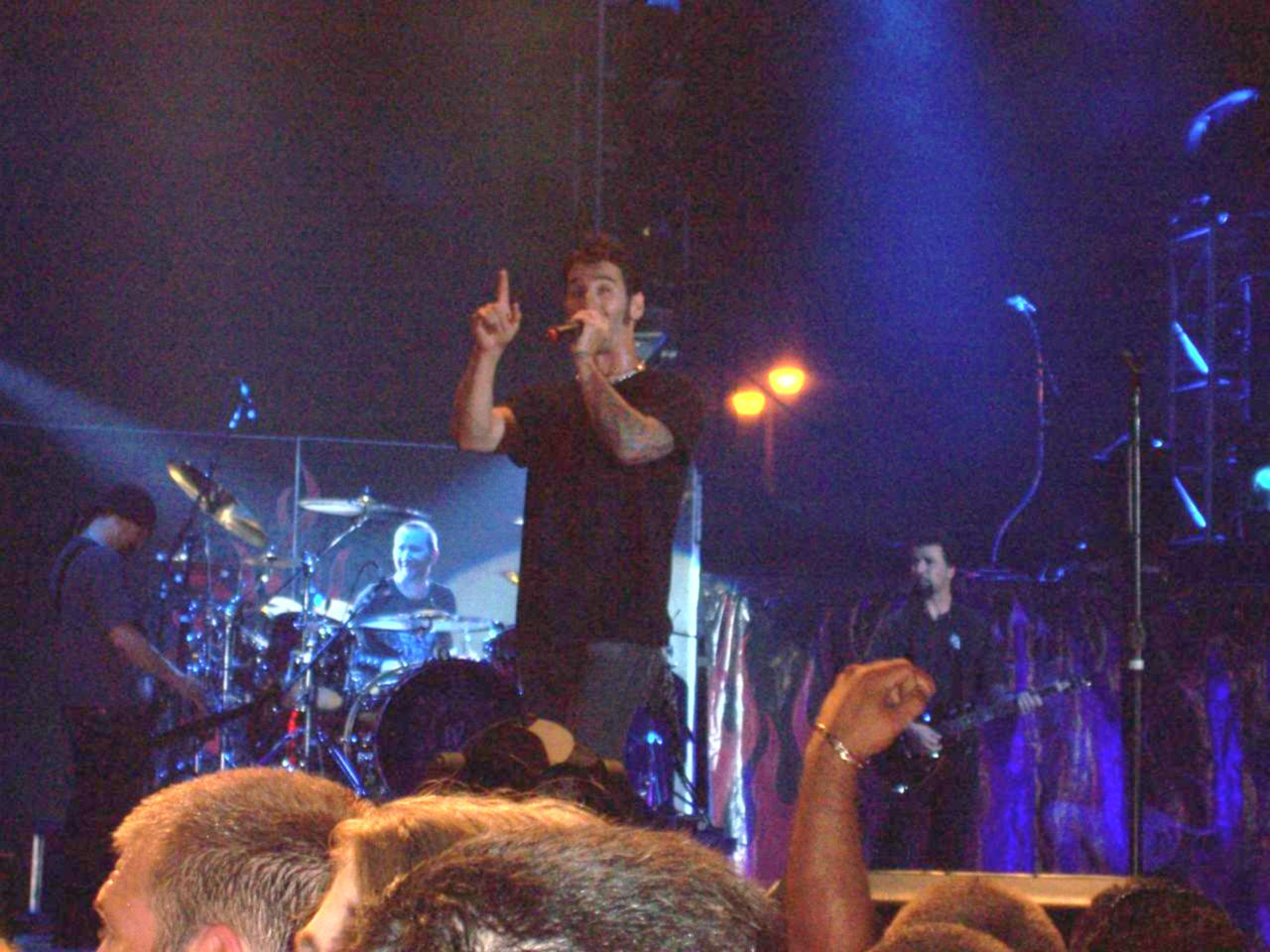
Erna en el Block Party en Northerly Island Pavilion en junio de 2007.

Para celebrar los diez años de actividad de la banda, decidieron lanzar un álbum de grandes éxitos llamado Good Times, Bad Times... Ten Years of Godsmack el 4 de diciembre de 2007. Debutó en el puesto número 35 de la lista Billboard 200, vendiendo 40.000 copias en los Estados Unidos durante la primera semana. Incluye una versión de la canción de Led Zeppelin "Good Times, Bad Times", además de un DVD de una actuación acústica de Godsmack en el House of Blues de Las Vegas, Nevada. La idea para el álbum era que fuese una caja recopilatoria, pero decidieron no llevarlo a cabo y sólo lanzar un disco con grandes éxitos. Para promocionar el álbum, en noviembre se embarcaron en una serie de conciertos acústicos por los Estados Unidos. Después del lanzamiento surgieron los rumores de una ruptura, a lo que Erna comentó: "no nos vamos a ningún sitio, simplemente vamos a tomarnos un descanso y disfrutar de nuestro décimo aniversario y recargar las pilas. Después Godsmack volverá, y volverá más grande y más malvado que nunca".

### The Oracle(2008-2013)
En noviembre de 2008, Larkin dejó de un lado los rumores de ruptura para anunciar que iban a editar un nuevo álbum, diciendo:

Con todo el tiempo libre que nos hemos tomado y los proyectos paralelos que hemos abordado, espero que todos sepáis lo importante que es Godsmack para nosotros, y cualquiera que crea que estamos pasando un mal momento o pensando en separarnos puede estar seguro de que la banda está en mejor forma que nunca, física y psíquicamente. También hago saber que hay nuevo material a la vista, y que sabemos de dónde vienen nuestras raíces y de dónde somos, así que esperad un álbum puro Godsmack porque lleva macerando en nosotros mucho tiempo.

Según Erna, en una entrevista concedida a principios de marzo de 2009 para Rockerrazzi.com, dijo que el álbum estaría listo para el primer trimestre de 2010. A finales de mayo comentó que "va a ser muy duro. Quiero decir, es muy agresivo. No estoy seguro; aún es prematuro. Ahora hemos terminado una pista que utilizaremos en el Crüe Fest este verano. Pero en cuestión al álbum completo, va a ser más impactante. No creo que vaya a haber ningún 'Voodoo' o 'Serenity' en este". Godsmack participó en la gira de Mötley Crüe, Crüe Fest 2, junto a bandas como Theory of a Deadman, Drowning Pool y Charm City Devils.
Godsmack lanzó un nuevo sencillo titulado "Whiskey Hangover" el 9 de junio de 2009, ya que lo querían lanzar antes de comenzar la gira veraniega de Crue Fest 2 tour. Para la producción del álbum el batería, Shannon Larkin, ha comentado que corre a cargo de Dave Fortman, productor de bandas como Slipknot y Mudvayne. The Oracle, el quinto álbum de estudio de la banda salió a la venta el 4 de mayo de 2010. Es el quinto álbum de larga duración consecutivo de la banda en debutar en el puesto número uno del Billboard con 117.000 copias vendidas en la primera semana de su lanzamiento.
Godsmack actuó como cabeza de cartel en el Mayhem Festival junto a Disturbed y Megadeth. Godsmack publicó el disco en directo Live & Inspired el 15 de mayo de 2012, que incluye un EP adicional con versiones de otras bandas.

### 1000hp(2014–2016)
En febrero de 2014, Erna tuiteó que la banda había progresado en el proceso de composición de su próximo álbum de estudio, tentativamente programado para finales de 2014. También mencionó que la banda terminó 11 canciones para el nuevo disco en dos semanas. En abril, la banda anunció que grabaron 15 canciones, diez de las cuales harán el corte final. En mayo, Erna anunció que el álbum se titula 1000hp (1000 caballos de fuerza). La canción principal del álbum fue lanzada como sencillo el mes siguiente. El álbum fue lanzado el 5 de agosto de 2014 y vendió alrededor de 58,000 copias en los Estados Unidos en su primera semana de lanzamiento para aterrizar en la posición n.º 3 en la lista Billboard 200.
El 14 de octubre de 2015, Godsmack lanzó un sencillo digital llamado "Inside Yourself" disponible para una descarga gratuita limitada. La canción fue lanzada en iTunes el 20 de noviembre de 2015.
El 9 de septiembre de 2016, Erna confirmó que la banda dejó oficialmente Universal/Republic y firmó un acuerdo con BMG.

### When Legends Rise(2017–2021)
El 14 de septiembre de 2017, durante un concierto que Erna celebró en Bruselas, anunció que Godsmack estaría grabando un nuevo álbum ese mismo año. El primer sencillo se esperaba en enero de 2018. 
El 9 de febrero de 2018, Godsmack publicó un video en su sitio web que sugería un nuevo álbum, que se lanzó el 27 de abril de 2018. El título fue confirmado el 28 de febrero llamado When Legends Rise. También lanzaron un nuevo sencillo, "Bulletproof", a estaciones de radio en todo Estados Unidos

### Lighting Up the Sky(2021–presente)
El baterista de Godsmack, Shannon Larkin, dijo en el podcast "The Metal Teddy Bear Experience" que la banda tenía la intención de grabar un nuevo álbum para ser lanzado en 2022.
En una entrevista del 23 de abril de 2022 con WJRR, el líder Sully Erna dijo que la banda había terminado de grabar el nuevo álbum y se esperaba que un nuevo sencillo saliera al aire a mediados o fines del verano y que el álbum podría ser el último de la banda.
El 28 de septiembre de 2022, la banda lanzó el sencillo titulado "Surrender". Poco después del lanzamiento del nuevo sencillo, Sully Erna reveló en una entrevista con Pablo de 93X Radio que el título del álbum sería "Lighting Up the Sky" y que, de hecho, sería el último disco de la banda.

## Influencias y estilo

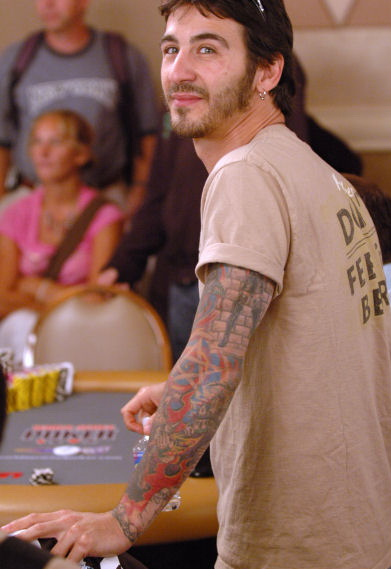
Sully Erna menciona a Alice in Chains como una de sus grandes influencias.

Las principales influencias de la banda son Alice in Chains, Black Sabbath, Led Zeppelin, Aerosmith, Judas Priest, Pantera, Metallica y Rush según Erna, Larkin y Rombola. Erna ha citado a Layne Staley como su principal influencia. Según Subvulture.com, los dos primeros álbumes de la banda suenan de forma similar al álbum de Alice in Chains Dirt. Más recientemente, Godsmack ha intentado alejarse de las comparaciones con Alice in Chains, sobre lo cual Erna comentó en una entrevista con Matt Ashare: "Es que realmente nunca he oído eso en nuestra música".
La revista Rolling Stone describió la banda como "tan duros como clavos", mientras que Alternative Press elogió a la banda por sus "producciones híbridas de todo lo que es 'heavy', pasado y presente".

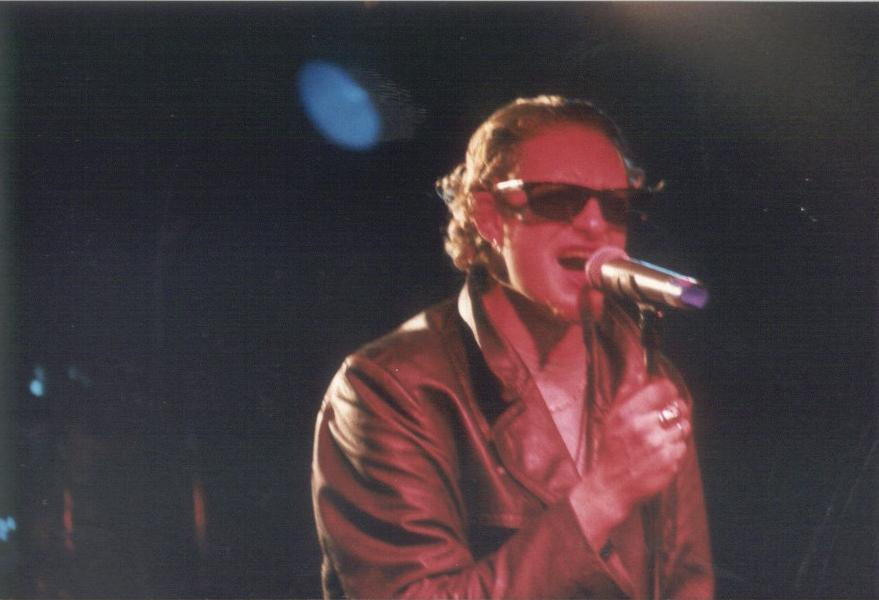
Layne Staley es la gran influencia como vocalista de Sully Erna.

A menudo se compara la música de la banda con Alice in Chains, a quienes la banda cita como influencia. Adrien Begrand de Popmatters dijo: "Erna imita perfectamente el canto bajo, gutural y siniestro de la última época de Layne Staley, además de los gruñidos inspirados en el metal" -La forma de cantar de Erna también tiene parecidos con el vocalista de Metallica James Hetfield- y: "La banda es un recauchutado fiel de Jerry Cantrell". Katherine Turman de Amazon.com ha dicho de la banda que hace "un torbellino de música oscura y autoritaria". También dijo que el tercer álbum de la banda Faceless, "mezcla arena rock al estilo de Alice in Chains con riffs duros, capas de sonidos y agudos y confidentes letras".
El estilo de cantar de Erna ha sido definido como "el gruñido de James Hetfield", y, "compuesta de oscuras armonías que suenan mucho a Alice in Chains". El estilo de tocar el bajo de Merrill ha sido descrito como "un bulldozer con reverberaciones de slap-bass". La forma de tocar batería de Larkin es como "idolatría a los dos altares de Neil Peart y John Bonham", mientras que la guitarra de Rombola ha sido elogiada como "guitarras que suenan como instrumentos de percusión".

## Nominaciones a los Premios Grammy
- Godsmack ha sido nominado en cuatro ocasiones a los Premios Grammy.[61]

| Año  | Sencillo               | Categoría                                 | Resultado |
| ---- | ---------------------- | ----------------------------------------- | --------- |
| 2001 | "Vampires"             | Mejor interpretación de rock instrumental | Nominado  |
| 2003 | "I Stand Alone"        | Mejor canción rock                        | Nominado  |
| 2003 | "I Stand Alone"        | Mejor interpretación de hard rock         | Nominado  |
| 2004 | "Straight Out of Line" | Mejor interpretación de hard rock         | Nominado  |

## Miembros
| Actuales - Sully Erna - voz, guitarra rítmica, percusión, batería, teclados, armónica (1996 - presente) - Robbie Merrill - bajo (1996-presente) - Nota: Erna tocó la batería en el álbum debut de la banda, Godsmack, además de tocar ocasionalmente junto a Larkin en algunos conciertos. | Anteriores - Lee Richards - Guitarra (1996 - 1997) - Joe D'arco - Batería (1996 - 1997) - Tommy Stewart - Batería (1996; 1997 - 2002) - Tony Rombola -Guitarra líder (1997-2025) - Shannon Larkin - batería y percusión (2002-2025) |

Línea del tiempo

## Discografía
Álbumes de estudio
- 1998: Godsmack
- 2000: Awake
- 2003: Faceless
- 2006: IV
- 2010: The Oracle
- 2014: 1000hp
- 2018: When Legends Rise
- 2023: Lighting Up the Sky